# Örtnarrskål
Örtnarrskål (Lachnella villosa) är en svampart som först beskrevs av Christiaan Hendrik Persoon, och fick sitt nu gällande namn av Claude-Casimir Gillet 1880. Enligt Catalogue of Life ingår Örtnarrskål i släktet Lachnella,  och familjen Niaceae, men enligt Dyntaxa är tillhörigheten istället släktet Lachnella,  och familjen Lachnellaceae. Arten är reproducerande i Sverige. Inga underarter finns listade i Catalogue of Life.